# Alebra shaanxiensis
Alebra shaanxiensis är en insektsart som först beskrevs av Ma 1981.  Alebra shaanxiensis ingår i släktet Alebra och familjen dvärgstritar. Inga underarter finns listade i Catalogue of Life.